# Biografielijst Kn

## Kna
- K'naan (1978), Somalisch dichter, rapper en muzikant
- Cees van der Knaap (1951), Nederlands militair, vakbondsbestuurder en politicus
- Jeannine Knaepen (1938), Belgisch atlete
- Jean-Pierre Knaepenbergh (?), Belgisch syndicalist
- Aleksandr Knajfel (1943-2024), Russisch componist
- Henri Knap (1911-1986), Nederlands schrijver
- Ulrika Knape (1955), Zweeds schoonspringster
- Jim Knapp (1939-2021), Amerikaans jazzmusicus
- Steve Knapp (1964), Amerikaans autocoureur
- Kitty Knappert (1929-2025), Nederlands danseres, actrice en regisseuse
- Eva Knardahl (1927-2006), Noors pianiste
- Piet Knarren (1948-2025), Nederlands trompettist
- Servais Knaven (1971), Nederlands wielrenner

## Kne

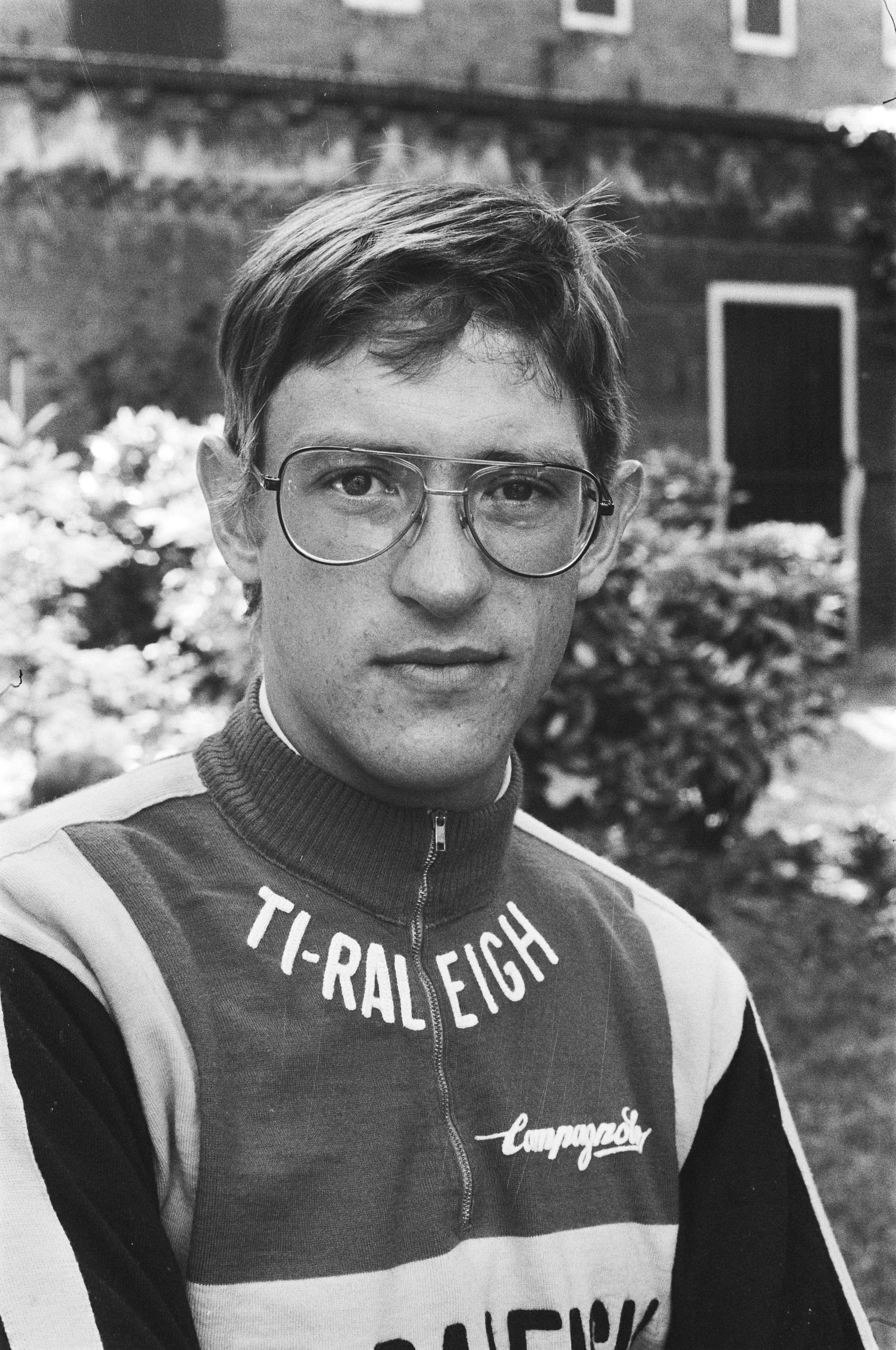
Gerrie Knetemann

- Hans Knecht (1913-1986), Zwitsers wielrenner
- Christian Knees (1981), Duits wielrenner
- Hildegard Knef (1925-2002), Duits actrice
- Peter Knegjens (1916-1996), Nederlands sportverslaggever, presentator en reclamemaker
- Merel de Knegt (1979), Nederlands atlete
- Chris Kneifel (1961), Amerikaans autocoureur
- Ray Knepper (1920-2000), Amerikaans autocoureur
- Robert Knepper (1959), Amerikaans acteur
- Dimitri Kneppers (1967), Nederlands dj
- Andrea Kneppers (1993), Nederlands zwemster
- Gerrie Knetemann (1951-2004), Nederlands wielrenner
- Roxane Knetemann (1987), Nederlands wielrenster en televisiecommentator
- Carel Kneulman (1915-2008), Nederlands beeldhouwer, tekenaar en graficus
- Andries Knevel (1952), Nederlands (radio)presentator, journalist, omroepdirecteur, christelijk schrijver, columnist en predikant
- Dario Knežević (1982), Kroatisch voetballer

## Kni
- Hans Knibbe (1949), Nederlands psycholoog, schrijver en spiritueel leraar
- Chris Knierim (1987), Amerikaans kunstschaatser
- Adolph Knigge (1752-1796), Duits theoreticus over etiquette
- Aramis Knight (1999), Amerikaans acteur
- Bianca Knight (1989), Amerikaans atlete
- Gladys Knight (1944), Amerikaans zangeres
- Harold Knight (1874-1961), Brits schilder
- Hilary Knight (1989), Amerikaans ijshockeyster
- Jordan Knight (1970), Amerikaans zanger
- Laura Knight (1877-1970), Brits schilderes
- Margaret E. Knight (1838-1914), Amerikaans uitvindster
- Michael E. Knight (1959), Amerikaans acteur
- Phil Knight (1938), Amerikaans medeoprichter van het sportmerk Nike
- Shirley Knight (1936), Amerikaans actrice
- Keira Knightley (1985), Brits actrice
- Erriyon Knighton (2004), Amerikaans atleet
- Wim de Knijff (1944), Nederlands presentator en schrijver
- Geoffrey Knijnenburg (1983), Nederlands voetballer
- Herman Knijtijzer (1914-1994), Nederlands architect
- Aad Knikman (1947), Nederlands tijdschriftredacteur
- Jan Knippenberg (1948-1995), Nederlands ultraloper en leraar
- Annie-Paule Knipping (1946), Belgisch atlete

## Kno

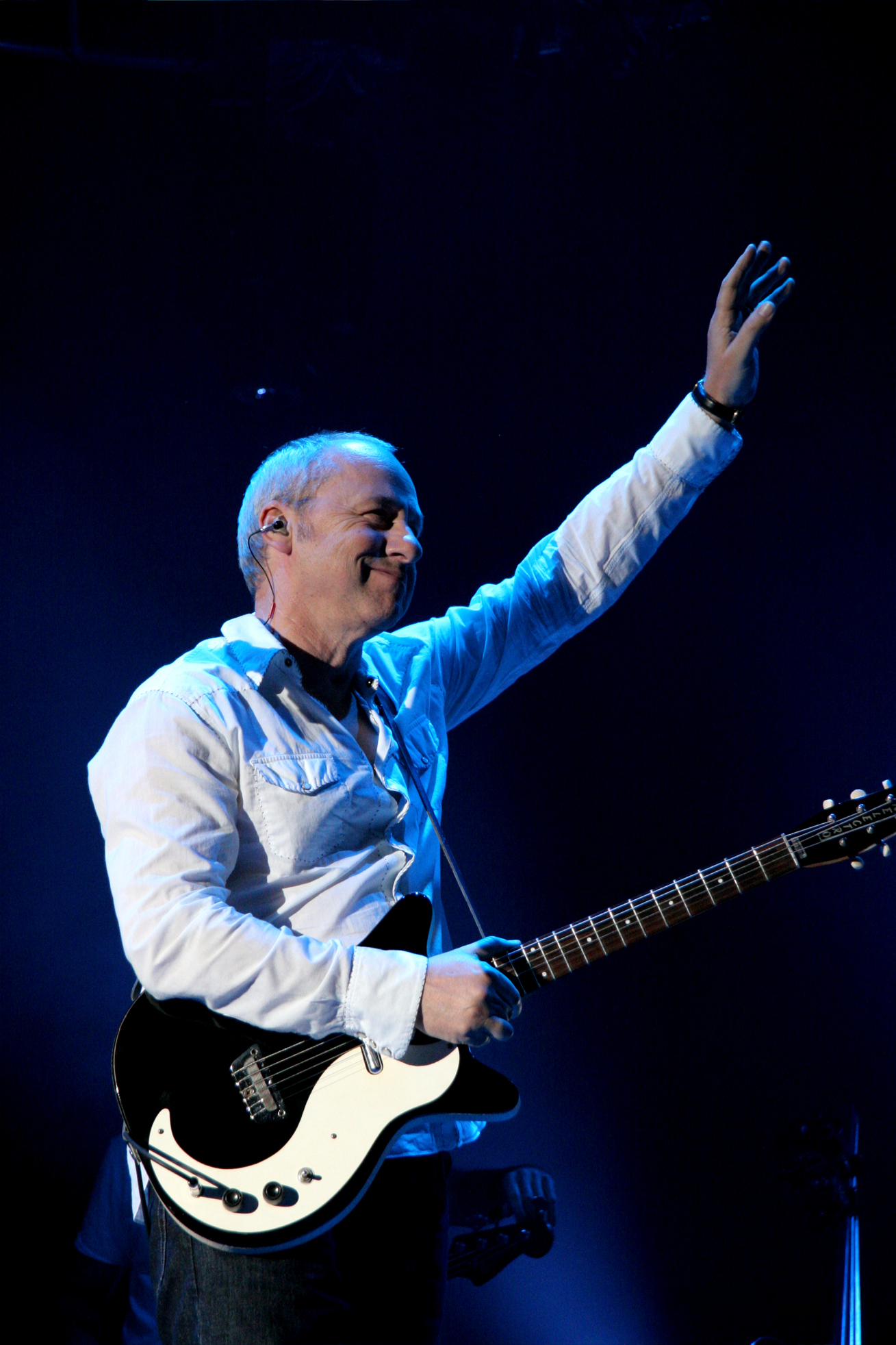
Mark Knopfler

- George Knobel (1922-2012), Nederlands voetbaltrainer
- Margot Knockaert (1910-1997), Belgisch kunstschilderes
- Henny Knoet (1942-2013), Nederlands vormgever
- Jaap Knol (1896-1975), Nederlands atleet
- Jopie Knol (1926-2022), Nederlands politica
- Klaas Knol (1928-2007), Nederlands longarts
- Monique Knol (1964), Nederlands wielrenster
- Wim-Bart Knol (1963), Nederlands ultraloper
- Max Knoll (1897-1969), Duits elektrotechnicus
- Hans Knoop (1919-2012), Nederlands militair
- Hans Knoop (1943), Nederlands journalist
- Geert-Jan Knoops (1960), Nederlands advocaat en rechtsgeleerde
- Paul De Knop (1954-2022), Belgisch hoogleraar en rector
- Mark Knopfler (1949), Brits gitarist en zanger
- Richard Knopper (1977), Nederlands voetballer
- Thomas Knopper (1990-2009), Nederlands karter
- Raymond Knops (1971), Nederlands politicus
- Andrew Knott (1979), Brits acteur
- Don Knotts (1924-2006), Amerikaans acteur
- Beyoncé Knowles (1981), Amerikaans zangeres en actrice
- Mark Knowles (1971), Bahamaans tennisser
- William Knowles (1917-2012), Amerikaans scheikundige en Nobelprijswinnaar
- James Robert Knox (1914-1983), Australisch geestelijke
- John Knox (1505-1572), Schots kerkhervormer
- Rob Knox (1989-2008), Brits acteur en misdaadslachtoffer
- Bobby Knoxall (1933-2009), Brits komiek

## Knu
- Bernhard Knubel (1872-1957), Duits wielrenner
- Bernhard Knubel (1938), Duits roeier
- Frankie Knuckles (1955), Amerikaans house-dj en producer
- Donald Knuth (1938), Amerikaans informaticus
- Dagny Knutson (1992), Amerikaans zwemster
- Gerhardus Knuttel, (1880-1961), Nederlands architect